# Blanca de Castella i d'Anglaterra
Blanca de Castella (Palència, 4 de març de 1187 - París, 1252) fou infanta de Castella, reina consort de França (1223-1226) i regent de França (1226-1234 i 1248). Encara que no ha estat oficialment canonitzada, és venerada com a santa; la seva festa se celebra el 2 de desembre.

## Família
Era filla d'Alfons VIII de Castella i d'Elionor d'Anglaterra. Era neta per línia paterna de Sanç III de Castella i Blanca Garcés de Navarra, i per línia materna d'Enric II d'Anglaterra i Elionor d'Aquitània.
Fou germana de Berenguera de Castella; Urraca de Castella, esposa d'Alfons II de Portugal; Elionor de Castella i d'Anglaterra, esposa de Jaume el Conqueridor; i del rei Enric I de Castella.
Es casà el 23 de maig de 1200 amb el príncep i futur rei Lluís VIII de França, a Pont-Audemer (Normandia). D'aquest matrimoni tingueren més de deu fills, posant així fi als problemes successoris que tant havien perseguit a les seves predecessores, entre d'altres:
- el príncep Felip de França (1209-1218)
- el príncep Lluís IX de França (1214-1270), rei de França
- el príncep Robert I d'Artois (1216-1250), comte d'Artois
- la princesa santa Isabel de França (1225-1270), terciària clarissa
- el príncep Joan d'Anjou (1219-1227), comte d'Anjou i Maine
- el príncep Alfons III de Poitiers (1220-1271), comte de Poitiers, casat el 1241 amb Joana de Tolosa i Aragó
- el príncep Felip Dagobert de França (1222-1232)
- el príncep Ettiene de França (1226)
- el príncep Carles I de Nàpols (1227-1285), comte d'Anjou i rei de Nàpols, casat el 1246 amb Beatriu I de Provença

## Política

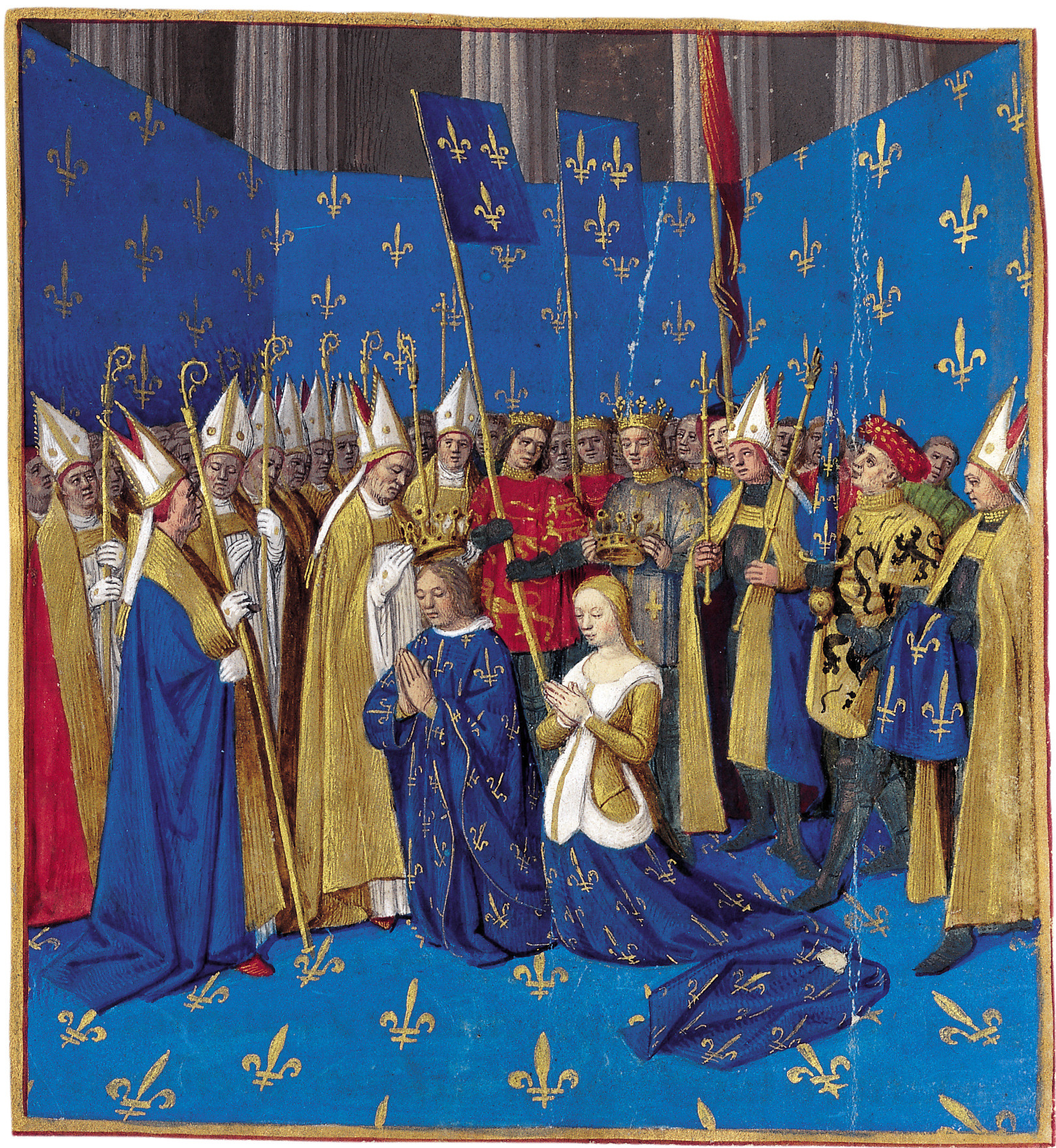
Coronació de Lluís VIII de França i Blanca de Castella el 1223

Blanca va exhibir les seves grans qualitats ja el 1216, quan Lluís VIII, que a la mort de Joan sense Terra va reclamar els seus drets sobre la corona anglesa, va envair el Regne d'Anglaterra,tan sols trobar una nació unida a ell. Felip II de França va refusar ajudar el seu fill, i Blanca es convertí així en la seva única ajuda establint-se al port de Calais i arribant a organitzar-li dues flotes d'ajuda.
A la mort del seu marit el 1226, Blanca fou nomenada regent de França i guarda dels seus fills conjunts. Dels més de dotze fills que va tenir, sis havien mort molt joves, i el delfí Lluís, més tard Lluís IX de França, tan sols comptava amb dotze anys. Blanca va haver de portar la càrrega sencera sobre assumptes polítics interns així va trencar la lliga dels barons que havien realitzat contra ella el 1226, liderada per Pierre Mauclerc, duc de Bretanya, i també va haver de refusar l'atac del rei d'Anglaterra Enric III el 1230.
La seva energia i fermesa van superar tots els perills, fins i tot les calúmnies que els barons van realitzar sobre ella sobre el poètic homenatge de vassallatge que Teobald IV de Xampanya li va realitzar. Les accions bèl·liques sobre els barons francesos opositors sempre van donar resultat, molt més que la diplomàcia, amb la qual també sabia jugar. Així el seu fill Lluís, deu el seu regnat a la seva mare. Va derrotar Raimon VII de Tolosa i va estendre l'autoritat reial als territoris del Llenguadoc.
Quan Lluís va pujar al tron, la seva mare va continuar ajudant-lo en el govern, afrontant altres revoltes com la d'Hug de Lusignan. El 1243 tornà a exercir de regent a la marxa del seu fill Lluís a la Setena Croada, un projecte al qual ella s'havia oposat enèrgicament.
Després d'un any i mig d'incertesa, Innocenci IV, va ser elegit el 25 de juny de 1243 i acompanyat de la majoria dels seus cardenals, va fugir amb galeres genoveses i refugiar-se a Lió, on fou acollit per la regent on celebrà un concili que començà el 24 de juny de 1245. Un mes després, Innocenci IV va declarar que Frederic havia de ser deposat com a emperador,
El 1246 apareix com a comtessa de Valois (que va conservar fins a la mort). En aquesta segona regència va annexionar definitivament el Llenguadoc a la corona francesa i va reprimir la revolta dels pagesos de 1251.
El novembre de 1252 va caure malalta i fou duta a París, on morí el 26 de novembre, mentre el seu fill era encara a Orient. Fou enterrada a l'abadia de Maubuisson (Illa de França), que ella mateixa havia fundat el 1242 i on havia pres l'hàbit cistercenc quan va deixar les funcions de govern després de la primera regència. El seu cor es va portar a l'abadia de Lys, prop de Melun, el 13 de març de 1253.